# Arroyo del Medio (Misiones)
Arroyo del Medio is een plaats in het Argentijnse bestuurlijke gebied Leandro N. Alem in de provincie Misiones. De plaats telt 2142 inwoners.